# ویلگوت خومان
ویلگوت خومان (سوئدی: Vilgot Sjöman؛ دسامبر ۱۹۲۴ – ۹ آوریل ۲۰۰۶) نویسنده، کارگردان، فیلم‌نامه‌نویس و پدیدآور اهل سوئد بود. وی بین سال‌های ۱۹۴۸ تا ۲۰۰۴ میلادی فعالیت می‌کرد.

## گزیده فیلم‌شناسی
- اینگمار برگمان یک فیلم می‌سازد (۱۹۶۳)
- ۴۹۱ (۱۹۶۴)
- خواهرم، عشقم (۱۹۶۶)
- من کنجکاوم (زرد) (۱۹۶۷)
- من کنجکاوم (آبی) (۱۹۶۸)
- یک مشت عشق (۱۹۷۴)
- تابو (۱۹۷۷)